# 陰莖根
陰莖根是陰莖較靠近人體，在會陰內的部份。陰莖的其他部位（陰莖體）是在恥骨聯合外，而陰莖根和和恥骨的恥骨弓連接，無法用肉眼看到。陰莖根包括三個勃起組織，在兩側的是陰莖腳，一邊一個，以及在中間的陰莖球。陰莖約有三分之一到一半是在骨盆內，可以透過阴囊或是會陰感覺到。
陰莖腳是由坐骨海綿體肌包覆，而尿道球是由球海綿體肌包覆。
陰莖根位在會陰部位，位在泌尿生殖隔膜的下筋膜及柯爾氏筋膜之間。
陰莖根和筋膜及下恥骨支相連，也受繫韌帶及陰莖懸韌帶約束在恥骨聯合的前方。
- 繫韌帶由腹直肌的腱鞘前面以及腹白線（英语：linea alba (abdomen)）延伸，會分為兩束圍繞陰莖根
- 陰莖懸韌帶（英语：suspensory ligament of penis）的上方纖維束會穿過腹白線下緣的下方，下方纖維束會穿過會從恥骨聯合延伸。二個纖維束會組成強力的纤维带，延伸到陰莖根的上表面，和陰莖的筋膜鞘融合。